# Monika (Operette)
Monika ist eine Operette in drei Akten von Nico Dostal. Das Libretto stammt von seinem Hauptlibrettisten Hermann Hermecke. Uraufführung war am 3. Oktober 1937 in Stuttgart. Basierend hierauf wurde 1939 der Film Heimatland veröffentlicht.

## Orchester
Zwei Flöten, zwei Oboen, zwei Klarinetten, zwei Fagotte, drei Hörner, zwei Trompeten, drei Posaunen, eine Celesta, eine Harfe, großes Schlagwerk und Streicher

## Handlung

### Ort und Zeit
Der erste Akt spielt in einem Schwarzwalddorf im Glottertal, der zweite in einer Stadt in Norddeutschland und der dritte wieder in dem Schwarzwalddorf. Alles ereignete sich zur Zeit der Uraufführung der Operette, also Mitte der 1930er Jahre des vorigen Jahrhunderts.

### Erster Akt
Bild: Vor einem Bauernhof
Die Schwestern Mariele, Rosel und Monika Geislinger bewirtschaften den Bauernhof, den ihr zehnjähriger Bruder Peter von den Eltern geerbt hat. Mariele, die älteste der drei Schwestern, bereitet gerade ihre Hochzeit vor. Weil aber das nötige Geld für die Aussteuer fehlt, hat sie den reichen Sonnenwirt um ein Darlehen gebeten. Dieser ist nur allzu gerne bereit, Mariele den Wunsch zu erfüllen, hat er doch schon längere Zeit ein Auge auf deren Schwestern geworfen. Jetzt hofft er, dass dadurch seine Chancen steigen werden, entweder Rosel oder Monika zur Frau zu bekommen. Er wäre sogar bereit, das Darlehen in eine Schenkung umzuwandeln, wenn der erhoffte Umstand einträte.
Monika und Rosel hegen jedoch andere Gefühle. Monika schwärmt für den Medizinstudenten Horst-Dietrich Gundelach, und Rosel wird es stets warm ums Herz, wenn der Dorfschullehrer Anton Gruber in ihrer Nähe ist.
Horst-Dietrich Gundelach ist überraschend von Freiburg aus auf einen kurzen Besuch ins Glottertal gekommen. Eigentlich will er sich nur von den Geschwistern Geislinger verabschieden; denn er hat sein Studium beendet und darf sich bald „Dr. med.“ nennen. Seine Eltern haben ihm in seiner Heimatstadt in Norddeutschland eine Arztpraxis gekauft, die er möglichst bald übernehmen soll. Als er sich ungestört mit Monika unterhält, knistert es so sehr zwischen den beiden, dass sie fühlen, füreinander bestimmt zu sein. Kurz entschlossen entscheidet sich Monika, mit Horst-Dietrich nach Norddeutschland zu ziehen. Ihre Liebe zu ihm ist stärker als die Liebe zu ihrer Heimat.

### Zweiter Akt
Bild: Halle im Charakter einer Burg
Dr. med. Horst-Dietrich Gundelach betreibt seit ein paar Wochen eine florierende Arztpraxis in seiner Heimatstadt, wohnt aber noch – zusammen mit seiner Freundin Monika – bei seinen Eltern, dem Landrat a. D. Alexander Gundelach und seiner Ehefrau Clementine. Letztere hat im Haus die Hosen an und dominiert die Familie. Zwar hat sie das Mädel aus dem Schwarzwald herzlich empfangen, jedoch glaubt sie, es handle sich nur um einen jugendlichen Flirt ihres Sohnes, der sicher bald wieder verschwinde. Nach ihren Plänen soll Horst-Dietrich in Bälde die Tochter des Kommerzienrates Marquardt heiraten. Vera würde selbstverständlich viel besser zu einem Akademiker wie ihrem Sohn passen als die Hinterwäldlerin aus Süddeutschland. Sicherheitshalber bereitet Clementine Gundelach schon einmal alles für eine Verlobungsfeier vor.
Die Herrin des Hauses Gundelach hat zu einer vornehmen Abendgesellschaft geladen. Plötzlich kündigt sich unerwarteter Besuch aus dem Schwarzwald an: der Dorfschullehrer Anton Gruber, Monikas Onkel Michael Geislinger und der Sonnenwirt. Als dieser merkte, dass er bei Rosel Geislinger nicht landen kann, entschloss er sich kurzerhand, nun sein Glück bei Monika zu versuchen. Die drei geben sich alle Mühe, Monika zu überreden, mit nach Hause zu kommen. Clementine hält es jetzt für angebracht, die Verlobung ihres Sohnes mit Vera Marquardt bekannt zu geben. Horst-Dietrich und Vera müssen schon all ihre Kräfte aufbieten, um dies zu verhindern. Schließlich wollen sie beide nicht miteinander verlobt werden. Vera liebt vielmehr den Maler und Bildhauer Ralf Kröger. Als Horst-Dietrich die Gelegenheit für gekommen hält, gibt er Monika Geislinger als seine Braut aus.
Jetzt überschlagen sich die Ereignisse: Der Sonnenwirt erhebt sich und pocht darauf, dass er ein älteres Recht auf Monika habe. Sie müsse unbedingt seine Frau werden. Selbstverständlich bringt er auch gleich wieder sein Darlehen für Monikas Schwester Mariele ins Spiel, das er umgehend zurückfordern werde, falls es nicht zu der Eheschließung komme. Monika weiß nicht, was sie sagen soll. Einerseits freut sie sich darüber, dass sich ihr Geliebter zu ihr bekannt hat, aber andererseits will sie verhindern, dass der Sonnenwirt seine Forderung aufrechterhält. Horst Dietrich steht die Wut im Gesicht. Er kann nicht verstehen, dass Monika nur schweigt. Missmutig verlässt er die Halle, ohne sich zu verabschieden. Traurig fährt Monika mit den ungebetenen Besuchern in den Schwarzwald zurück.

### Dritter Akt
Bild: Bauernstube
Wieder sind ein paar Wochen vergangen. Monika ist traurig, dass sie die ganze Zeit von Horst-Dietrich kein Sterbenswörtchen gehört hat. In Wirklichkeit aber hat ihr Geliebter zahlreiche Briefe an sie geschrieben, jedoch wurden diese alle von ihrem Onkel abgefangen. Auf diese Weise wollte er erreichen, dass des Sonnenwirtes Chancen wieder steigen, Monika doch noch zur Frau zu bekommen. Mit seinem Geld wäre es der Familie Geislinger schließlich möglich, finanziell ein sorgenfreies Leben zu führen.
Was Monika auch nicht weiß, ist, dass der Lehrer Gruber einen regen Briefkontakt mit Horst-Dietrich unterhält. Anton Gruber ist nämlich nicht verborgen geblieben, dass die beiden wie füreinander geschaffen sind. Deshalb setzt er alles daran, sie wieder zusammenzubringen.
Dem Sonnenwirt ist die Hinhaltetaktik allmählich leid. Jetzt will er Nägel mit Köpfen machen. Unzweideutig stellt er Monika vor die Wahl, entweder mit ihm vor den Traualtar zu treten oder das Darlehen zurückzuzahlen. Monika ist geneigt, ihm ihr Jawort zu geben. Doch in diesem Moment taucht der Arzt auf, den der Sonnenwirt bestellt hat, um Linderung bei seinen Gichtanfällen zu bekommen. Monika traut ihren Augen nicht: Der Medikus ist kein anderer als ihr geliebter Horst-Dietrich! Lehrer Gruber hatte ihm mitgeteilt, dass in dem Schwarzwaldort eine Arztpraxis frei geworden ist, und Horst-Dietrich nutzte die Gelegenheit, sie zu übernehmen. Klar, dass unter diesen Umständen Monika nicht mehr den Sonnenwirt zu ehelichen gedenkt. Viel lieber will sie Horst-Dietrich eine treu sorgende Gattin und tüchtige Sprechstundenhilfe werden.

## Musik
Besonders reizvoll ist die Musik zu dem eingebauten Ballett Fastnacht im Schwarzwald. Von den Gesangsnummern seien hervorgehoben:
- Ein Walzer zu zweien
- Einmal rechts rum, einmal links rum
- Auf Deinem Weg ins Glück
- Heimatland, dein gedenk ich immerdar
- Glaub nit, dass i Dir treulos bin
- Ich bin immer Dein